# Crassispira fuscobrevis
Crassispira fuscobrevis é uma espécie de gastrópode do gênero Crassispira, pertencente à família Pseudomelatomidae.